# Кучеренко Олександр Євгенович
Олекса́ндр Євге́нович Кучере́нко (рум. Alexandru Cucerenco; нар. 1 жовтня 1991, Слов'янськ, Донецька область, Україна) — український футболіст, опорний півзахисник рівненського «Вереса». Має також паспорт громадянина Молдови.

## Кар'єра
Починав грати в футбол у клубі «Словхліб» зі Слов'янська в аматорському чемпіонаті України. У 2011 році виступав за «Авангард» із Краматорська в Другій лізі чемпіонату України.
Під час зимової паузи сезону 2011/12 Кучеренко перейшов у молдовський клуб «Ністру» (Атаки), був заявлений у Федерації футболу як громадянин Молдови 1994 року народження й незабаром отримав виклик у юнацьку збірну країни. Після півтора років виступів за «Ністру», колишній головний тренер клубу Ліліан Попеску запросив Олександра в «Костулені», а потім слідом за тренером футболіст перейшов у «Веріс».
У грудні 2014 року про розбіжності в даті народження в документах Кучеренка стало широко відомо й це загрожувало «Верісу» технічними поразками в усіх 14-ти зіграних матчах. Щоб не доводити справу до розглядів, керівництво «Веріса» зняло команду з чемпіонату, при цьому офіційною причиною зняття було названо невдоволення суддівством у чвертьфіналі Кубка країни. Сам Кучеренко був відсторонений від участі в турнірах під егідою Федерації футболу Молдови.
У 2015 році підписав контракт із кіровоградською «Зіркою». У складі команди у 2016 році став переможцем Першої ліги України. Влітку 2017 року залишив команду. Пізніше підписав контракт з петровським «Інгульцем», з яким надалі пробився до еліти українського футболу.
У вересні 2021 року підписав контракт з луцькою «Волинню», за яку надалі відіграв 13 матчів у першій лізі.
У сезоні 2022/23 повернувся до «Інгульця», але після вильоту команди до Першої ліги залишив команду.
3 липня 2023 року на правах вільного агента підписав річний контракт із рівненським «Вересом». 

## Досягнення
- Перша ліга чемпіонату України
  -  Переможець: 2015/16
  - Бронзовий призер: 2019/20